# Burscough
Burscough è un villaggio e parrocchia civile dell'Inghilterra, appartenente alla contea del Lancashire.

## Monumenti e luoghi d'interesse
- Priorato di Burscough